# 도미자와역
도미자와 역 (富沢駅)은 미야기현 센다이시 다이하쿠구 도미자와 4초메에 있는 센다이 시 지하철 난보쿠 선의 역이다. 남북선의 남쪽 종점. "센다이 시 체육관 앞"이라는 부역명이 달려 있다.
도미자와역의 남쪽에는 차량 기지가 있다.

## 역명에 관하여
- 개업전의 임시명은 옛 주거 표시의 "도미자와 지 이즈미자키 앞"에서 "이즈미자키"였다.
- 아키우전기철도에 동명의 역이 있지만, 나중에 니시타가역으로 개명된다.

### 타는 곳
| 1 | ■ 난보쿠 선 | 차량기지 입고 방면      |
| 2 | ■ 난보쿠 선 | 센다이・이즈미추오 방면 |

## 이용 상황
| 이용 인원 추이 | 이용 인원 추이      |
| 연도           | 하루 평균 이용 인원 |
| -------------- | ------------------- |
| 2002           | 5,403               |
| 2003           | 5,433               |
| 2004           | 5,620               |
| 2005           | 5,769               |
| 2006           | 5,688               |
| 2007           | 5,420               |
| 2008           | 5,309               |
| 2009           | 5,238               |
| 2010           | 5,247               |
| 2011           | 5,616               |
| 2012           | 5,929               |
| 2013           | 6,112               |

- 2013년도
  - 1일 평균 이용자 : 6,112명

## 역사
- 1987년 7월 15일: 영업 개시.
- 2009년 9월 9일: 엘리베이터 설치.
- 2014년 12월 6일: 이쿠스카 도입.

## 인접 정차역
| 센다이 시 지하철 ■ 난보쿠 선        | 센다이 시 지하철 ■ 난보쿠 선 | 센다이 시 지하철 ■ 난보쿠 선 |
| ----------------------------------- | ---------------------------- | ---------------------------- |
| N 16 나가마치미나미 이즈미추오 방면 |                              | 시·종착역                    |